# 부산 KCC 이지스
 부산 KCC 이지스(영어: Busan KCC Egis)는 대한민국의 프로 농구단이다. 법적으로는 주식회사이며, KCC그룹의 계열사이다.

## 역사
1978년 3월 24일, 현대 농구단이 창단식을 가지고 공식 출범하였다. 이후 2001년부터 2023년까지 전주를 연고지로 전주 KCC 이지스로 활동 중이며 많은 매니아층을 형성하고있다.
2023년 8월 30일, 부산으로 연고지를 이전하였다.

### 연혁
- 1978년 ~ 1996년 :  현대전자 실업농구단
- 1997년 ~ 1999년 :  대전 현대 다이냇
- 1999년 ~ 2001년 :  대전 현대 걸리버스
- 2001년 ~ 2023년 :  전주 KCC 이지스
- 2023년 ~ 현재 :  부산 KCC 이지스

## 우승 기록

### 국내 대회

#### 리그
- KBL 챔피언 결정전
  -  우승 (6): 1997-98, 1998-99, 2003-04, 2008-09, 2010-11, 2023-24
  -  준우승 (5): 1999-2000, 2004-05, 2009-10, 2015-16, 2020-21
- KBL 정규리그
  -  우승 (5): 1997-98, 1998-99, 1999-2000, 2015-16, 2020-21
  -  준우승 (3): 2003-04, 2004-05, 2007-08

#### 컵
- 농구대잔치
  -  우승 (3): 1983-84, 1985-86, 1986-87
  -  준우승 (4): 1984-85, 1988-89, 1989-90, 1990-91

## 역대 감독 연혁
| 순번 | 재임 기간              | 이름   |
| ---- | ---------------------- | ------ |
| 1대  | 1997.2.1 ~ 2005.5.31   | 신선우 |
| 2대  | 2005.6.1 ~ 2015.2.9    | 허재   |
| 3대  | 2015.5.29 ~ 2018.11.15 | 추승균 |
| 4대  | 2019.7.1 ~ 2025.5.17   | 전창진 |
| 5대  | 2025.5.18 ~            | 이상민 |

## 시즌별 성적
| 시즌      | 성적 | 승 | 패 | 비고                                                            |
| --------- | ---- | -- | -- | --------------------------------------------------------------- |
| 1997      | 7    | 7  | 14 |                                                                 |
| 1997~1998 | 1    | 31 | 14 | 우승 1회                                                        |
| 1998~1999 | 1    | 33 | 12 | 우승 2회                                                        |
| 1999~2000 | 1    | 33 | 12 | 대전 현대 걸리버스로 이름 변경, 준우승 1회                      |
| 2000~2001 | 6    | 20 | 25 |                                                                 |
| 2001~2002 | 3    | 30 | 24 | 4위 인천 SK 빅스에 상대 전적이 앞서 3위, 전주 KCC 이지스로 창단 |
| 2002~2003 | 9    | 20 | 34 |                                                                 |
| 2003~2004 | 2    | 39 | 15 | 우승 3회                                                        |
| 2004~2005 | 2    | 34 | 20 | 준우승 2회                                                      |
| 2005~2006 | 5    | 29 | 25 |                                                                 |
| 2006~2007 | 10   | 15 | 39 |                                                                 |
| 2007~2008 | 2    | 33 | 21 |                                                                 |
| 2008~2009 | 3    | 31 | 23 | 우승 4회                                                        |
| 2009~2010 | 3    | 35 | 19 | 준우승 3회                                                      |
| 2010~2011 | 3    | 34 | 20 | 우승 5회                                                        |
| 2011~2012 | 4    | 31 | 23 |                                                                 |
| 2012~2013 | 10   | 13 | 41 |                                                                 |
| 2013~2014 | 7    | 20 | 34 |                                                                 |
| 2014~2015 | 9    | 12 | 42 |                                                                 |
| 2015~2016 | 1    | 36 | 18 | 2위 울산 모비스 피버스에 상대 전적이 앞서 1위, 준우승 4회       |
| 2016~2017 | 10   | 17 | 37 |                                                                 |
| 2017~2018 | 3    | 35 | 19 |                                                                 |
| 2018~2019 | 4    | 28 | 26 |                                                                 |
| 2019~2020 | 4    | 23 | 19 |                                                                 |
| 2020~2021 | 1    | 36 | 18 | 준우승 5회                                                      |
| 2021~2022 | 9    | 21 | 33 |                                                                 |
| 2022~2023 | 6    | 24 | 30 |                                                                 |
| 2023~2024 | 5    | 30 | 24 | 우승 6회                                                        |

## 응원 음악

### 홈 팀 공격 시
- I Don't Care - 2NE1
- 아줌마 - 왁스
- 젊은 그대 - 김수철
- 오리날다 - 체리필터
- 어젯밤이야기 - 소방차
- 쏘리쏘리 - 슈퍼주니어
- 슈퍼매직 - 슈프림팀
- 고등어 - 노라조
- 해피송 - 노라조
- 나 이런 사람이야 - DJ DOC
- 우리가 원하는 것들 - 최만식
- 긍정리듬 - 리듬파워

## 응원단
- 아나운서 : 김진완
- 응원단장 : 박승건
- 치어리더 : 김연정, 김수현, 강지유, 김유나, 박세아, 서유림, 이은지, 이지원, 허수미, 홍재연, 김가은